# Чемпионат СССР по лёгкой атлетике 1954
Лично-командный чемпионат СССР по лёгкой атлетике 1954 года проходил с 13 по 16 сентября в Киеве на Республиканском стадионе. На старт вышли 1178 легкоатлетов, представлявшие команды добровольных спортивных обществ и ведомств. На протяжении четырёх дней были разыграны 36 комплектов медалей (23 у мужчин и 13 у женщин).
На чемпионате было установлено два мировых рекорда. Для олимпийской чемпионки в толкании ядра Галины Зыбиной он стал девятым подряд. Начиная с июня 1952 года ей удалось продвинуть мировое достижение более чем на метр, с 15,19 м до 16,28 м.
Москвичка Нина Откаленко продолжила доминировать в беге на 800 метров. Она выиграла эту дистанцию на чемпионатах страны в четвёртый раз подряд и улучшила собственный мировой рекорд, установленный на предыдущем первенстве. В Киеве она преодолела дистанцию за 2.06,6 — на 0,7 секунды быстрее предыдущего достижения.
В прыжке с шестом Пётр Денисенко превысил рекорд Европы, взяв планку на высоте 4,46 м.
Яркими выступлениями запомнился спринтер из Чебоксар Ардалион Игнатьев. Спустя полмесяца после успеха на чемпионате Европы (золото на 400 метров, серебро на 200 метров) он сделал победный дубль на национальном первенстве. На дистанции 400 метров Игнатьев установил новый рекорд СССР (46,1), победив с колоссальным преимуществом над соперниками: серебряный призёр уступил ему 2,5 секунды. Его результат уступил всего 0,1 секунды рекорду Европы. На тот момент в истории лёгкой атлетики только пять человек в мире бежали один круг по стадиону быстрее Игнатьева.
Среди женщин новым рекордом Советского Союза на дистанции 400 метров (55,1) отметилась Полина Солопова, опередившая прежнюю рекордсменку Нину Откаленко.
Владимир Куц годом ранее стремительно ворвался в число сильнейших легкоатлетов СССР, выиграв обе стайерские дистанции (5000 и 10 000 метров) на чемпионате страны. В 1954 году ему покорилась следующая ступень спортивного мастерства — всесоюзные рекорды в этих дисциплинах. В беге на 5000 метров он обновил достижение в августе на победном чемпионате Европы (13.56,6 — мировой рекорд), а на 10 000 метров отличился уже в Киеве — 29.21,4. Двукратным бронзовым призёром чемпионата стал Александр Ануфриев, призёр Олимпийских игр 1952 года, чьи рекорды и были побиты Куцем.
Новое всесоюзное достижение в ходьбе на 50 км показал Владимир Ухов, преодолевший дистанцию за 4:18.49,2.
Высокий уровень результатов показали прыгуны в длину. Леонид Григорьев опередил титулованного Владимира Волкова всего на 10 см, но при этом установил рекорд СССР — 7,52 м. 33-летний Волков, помимо второго места в прыжке в длину, занял аналогичную позицию в десятиборье, уступив лишь своему подопечному Василию Кузнецову.
В квалификации мужского метания диска Борис Матвеев улучшил национальный рекорд до 54 м 63 см. Однако в финале ему не удалось повторить или превзойти этот результат. Более того, с попыткой на 51,76 м он остался вторым, пропустив вперёд Отто Григалку (52,81 м). Григалка второй год подряд стал двукратным чемпионом СССР, выиграв метание диска и толкание ядра. При этом в толкании ядра впервые в истории чемпионатов страны им был преодолён 17-метровый рубеж. Другой барьер был сломан в метании молота, где рекордсмен мира Михаил Кривоносов стал первым атлетом в истории национальных первенств, кто отправил снаряд за 60 метров.
Несколько легкоатлетов продлили свои продолжительные победные серии. Нина Пономарёва в четвёртый раз подряд выиграла женское метание диска, Юрий Литуев одержал пятую подряд победу в беге на 400 метров с барьерами, а Евгений Буланчик на дистанции 110 метров с барьерами продолжил серию, начатую в 1948 году (титул в Киеве стал для него седьмым подряд).
Чемпионат СССР по марафону прошёл отдельно, 18 июля в Москве.

## Командное первенство
| Место | Команда         |
| ----- | --------------- |
| 1     | «Динамо»        |
| 2     | «Медик»         |
| 3     | Советская Армия |

## Призёры

### Мужчины
| Дисциплина             | Золото                                                               | Золото            | Серебро                                                          | Серебро          | Бронза                                                              | Бронза            |
| ---------------------- | -------------------------------------------------------------------- | ----------------- | ---------------------------------------------------------------- | ---------------- | ------------------------------------------------------------------- | ----------------- |
| 100 м                  | Виктор Рябов Советская Армия Москва                                  | 10,4              | Леван Санадзе Наука Тбилиси                                      | 10,5             | Борис Токарев Советская Армия Москва                                | 10,6              |
| 200 м                  | Ардалион Игнатьев Колхозник Чебоксары                                | 21,1              | Лев Каляев Наука Ленинград                                       | 21,6             | Леван Санадзе Наука Тбилиси                                         | 21,7              |
| 400 м                  | Ардалион Игнатьев Колхозник Чебоксары                                | 46,1              | Эдмунд Пилагс Даугава Рига                                       | 48,6             | Владимир Горичев Динамо Москва                                      | 48,8              |
| 800 м                  | Олег Агеев Советская Армия Ленинград                                 | 1.50,6            | Георгий Ивакин Советская Армия Москва                            | 1.50,8           | Олег Брагин Трудовые резервы Ленинград                              | 1.50,9            |
| 1500 м                 | Владимир Окороков Динамо Москва                                      | 3.54,6            | Николай Маричев Советская Армия Москва                           | 3.54,8           | Виктор Багреев Локомотив Москва                                     | 3.55,0            |
| 5000 м                 | Владимир Куц Советская Армия Москва                                  | 14.15,0           | Иван Чернявский Колгоспник Киев                                  | 14.22,6          | Александр Ануфриев Торпедо Горький                                  | 14.23,0           |
| 10 000 м               | Владимир Куц Советская Армия Москва                                  | 29.21,4           | Иван Чернявский Колгоспник Киев                                  | 30.00,6          | Александр Ануфриев Торпедо Горький                                  | 30.02,6           |
| 3000 м с препятствиями | Фёдор Марулин Спартак Днепропетровск                                 | 8.50,8            | Виктор Курчавов Спартак Москва                                   | 8.51,2           | Евгений Кадяйкин Искра Алма-Ата                                     | 8.54,5            |
| 110 м с барьерами      | Евгений Буланчик Искра Киев                                          | 14,3              | Сергей Попов Медик Ленинград                                     | 14,5             | Борис Столяров Трудовые резервы Ленинград                           | 14,5              |
| 400 м с барьерами      | Юрий Литуев Советская Армия Москва                                   | 51,0              | Анатолий Юлин Спартак Минск                                      | 51,1             | Игорь Ильин Наука Москва                                            | 52,2              |
| Прыжок в высоту        | Юрий Степанов Советская Армия Ленинград                              | 1,95 м            | Юрий Илясов Искра Ленинград                                      | 1,90 м           | Михаил Гельфанд Искра Москва                                        | 1,90 м            |
| Прыжок с шестом        | Пётр Денисенко Локомотив Киев                                        | 4,46 м            | Виктор Князев Наука Москва                                       | 4,40 м           | Владимир Булатов Искра Минск                                        | 4,40 м            |
| Прыжок в длину         | Леонид Григорьев Динамо Ленинград                                    | 7,52 м            | Владимир Волков Динамо Москва                                    | 7,42 м           | Виктор Лескевич Медик Саратов                                       | 7,40 м            |
| Тройной прыжок         | Леонид Щербаков Динамо Москва                                        | 16,08 м           | Валентин Дементьев Медик Ростов-на-Дону                          | 15,63 м          | Константин Цыганков Динамо Москва                                   | 15,39 м           |
| Толкание ядра          | Отто Григалка Динамо Москва                                          | 17,00 м           | Хейно Хейнасте Динамо Таллин                                     | 16,14 м          | Борис Баляев Медик Москва                                           | 16,12 м           |
| Метание диска          | Отто Григалка Динамо Москва                                          | 52,81 м           | Борис Матвеев Зенит Ленинград                                    | 51,76 м          | Борис Бутенко Медик Москва                                          | 50,20 м           |
| Метание молота         | Михаил Кривоносов Искра Минск                                        | 60,57 м           | Станислав Ненашев Динамо Баку                                    | 59,45 м          | Николай Редькин Авангард Киев                                       | 56,69 м           |
| Метание копья          | Владимир Кузнецов Спартак Ленинград                                  | 75,86 м           | Виктор Цыбуленко Советская Армия Киев                            | 73,69 м          | Николай Каратаев Медик Ленинград                                    | 67,25 м           |
| Десятиборье*           | Василий Кузнецов Медик Москва                                        | 7714 очков (7080) | Владимир Волков Динамо Москва                                    | 7542 очка (7012) | Борис Столяров Трудовые резервы Ленинград                           | 7456 очков (6938) |
| Ходьба на 10 000 м     | Анатолий Егоров Советская Армия Москва                               | 44.15,2           | Сергей Лобастов Советская Армия Москва                           | 44.37,6          | Константин Кудров Спартак Витебск                                   | 44.44,6           |
| Ходьба на 50 км        | Владимир Ухов Искра Ленинград                                        | 4:18.49,2         | Евгений Маскинсков Советская Армия Саранск                       | 4:20.40,0        | Иван Ярмыш Советская Армия Киев                                     | 4:25.35,0         |
| Эстафета 4×100 м       | Советская Армия Иван Сухоруков Виктор Рябов В. Чмыхов Борис Токарев  | 41,2              | Наука Лев Каляев Леван Санадзе Михаил Мандельбаум Юрий Петров    | 41,3             | Медик Владимир Тюрин Михаил Некрасов Леонид Бартенев Юрий Карпюк    | 41,7              |
| Эстафета 4×400 м       | Советская Армия Георгий Ивакин Сергей Суханов Олег Агеев Юрий Литуев | 3.16,0            | Наука Юрий Биттер Станислав Шумилов Игорь Ильин Валентин Ковалёв | 3.16,6           | Искра Борис Мещерский Макар Ющенко Семён Крицштейн Тимофей Шевченко | 3.17,0            |

* Для определения победителя в соревнованиях десятиборцев использовалась старая система начисления очков. Пересчёт с использованием современных таблиц перевода результатов в баллы приведён в скобках.

### Женщины
| Дисциплина       | Золото                                                                       | Золото    | Серебро                                                         | Серебро    | Бронза                                                                    | Бронза    |
| ---------------- | ---------------------------------------------------------------------------- | --------- | --------------------------------------------------------------- | ---------- | ------------------------------------------------------------------------- | --------- |
| 100 м            | Ирина Турова Динамо Москва                                                   | 11,7      | Вера Крепкина Локомотив Киев                                    | 11,8       | Мария Иткина Пищевик Минск                                                | 11,9      |
| 200 м            | Мария Иткина Пищевик Минск                                                   | 24,7      | Флора Казанцева Буревестник Грозный                             | 24,7       | Ирина Турова Динамо Москва                                                | 24,7      |
| 400 м            | Полина Солопова Буревестник Ленинград                                        | 55,1      | Нина Откаленко Советская Армия Москва                           | 55,5       | Нина Кабыш Спартак Витебск                                                | 56,1      |
| 800 м            | Нина Откаленко Советская Армия Москва                                        | 2.06,6    | Людмила Лысенко Медик Днепропетровск                            | 2.07,6     | Нина Кабыш Спартак Витебск                                                | 2.08,6    |
| 80 м с барьерами | Мария Голубничая Искра Москва                                                | 11,2      | Анна Александрова Буревестник Ленинград                         | 11,4       | Евгения Гурвич Динамо Минск                                               | 11,5      |
| Прыжок в высоту  | Александра Чудина Динамо Москва                                              | 1,63 м    | Людмила Мочилина Динамо Ленинград                               | 1,63 м     | Нина Коссова Зенит Ленинград                                              | 1,63 м    |
| Прыжок в длину   | Александра Чудина Динамо Москва                                              | 5,99 м    | Галина Виноградова Медик Ленинград                              | 5,97 м     | Валентина Литуева Буревестник Ленинград                                   | 5,93 м    |
| Толкание ядра    | Галина Зыбина Зенит Ленинград                                                | 16,28 м   | Тамара Тышкевич Зенит Ленинград                                 | 14,93 м    | Зинаида Дойникова Зенит Ленинград                                         | 14,41 м   |
| Метание диска    | Нина Пономарёва Советская Армия Москва                                       | 49,84 м   | Нина Думбадзе Динамо Тбилиси                                    | 48,19 м    | Елизавета Верхошанская Медик Москва                                       | 45,52 м   |
| Метание копья    | Вирве Роолайд Спартак Тарту                                                  | 54,89 м   | Надежда Коняева Медик Киев                                      | 50,78 м    | Александра Чудина Динамо Москва                                           | 50,10 м   |
| Пятиборье        | Александра Чудина Динамо Москва                                              | 4604 очка | Людмила Аралова Динамо Москва                                   | 4465 очков | София Бурдуленко Динамо Киев                                              | 4423 очка |
| Эстафета 4×100 м | Медик Галина Виноградова Виктория Ковалёва Валентина Сопова Нина Гудалевская | 47,7      | Наука Мери Кочладзе Л. Андреева Вита Хаймович Галина Лебедева   | 48,1       | Спартак Галина Безбородова Нонна Шиянова Н. Агапова Нина Докторова        | 48,3      |
| Эстафета 4×200 м | Буревестник Лидия Полиниченко Нина Деконская Полина Солопова Флора Казанцева | 1.39,7    | Динамо Галина Резчикова Л. Фатеева Людмила Аралова Ирина Турова | 1.40,7     | Советская Армия Вера Черткова Зоя Петрова Надежда Смирнова Нина Откаленко | 1.42,0    |

## Чемпионат СССР по марафону
Лично-командный чемпионат СССР по марафону 1954 года прошёл 18 июля в Москве. Борис Гришаев третий год подряд стал призёром соревнований, с каждым разом неизменно улучшая позицию. После бронзы в 1952-м и серебра в 1953-м годах он впервые в карьере завоевал титул чемпиона СССР. Основным соперником бегуна из Сталинграда был действующий победитель Пётр Сороковых; разрыв между ними на финише составил менее минуты.
| Дисциплина | Золото                          | Золото    | Серебро                       | Серебро   | Бронза                     | Бронза    |
| ---------- | ------------------------------- | --------- | ----------------------------- | --------- | -------------------------- | --------- |
| Марафон    | Борис Гришаев Динамо Сталинград | 2:27.05,6 | Пётр Сороковых Шахтёр Сталино | 2:27.55,2 | Павел Жарый Динамо Харьков | 2:29.15,0 |